# Adolfo Samper
Adolfo Samper Bernal (Bogotá, 13 de marzo de 1900-1 de mayo de 1991) fue un caricaturista, pintor e historietista colombiano, miembro del Partido Liberal Colombiano.
Samper es considerado por algunos estudiosos del cómic como el primer historietista de ese país.  Era hermano del poeta, periodista, escritor, profesor universitario y político colombiano Darío Samper.

## Sus primeros años
Estudió en los colegios Ramírez y Araujo, así como en la Escuela de Bellas Artes de Bogotá, en las cuales empezó su formación como dibujante. Trabajó para la revista Universidad (de donde era fundador, el historiador Germán Arciniegas) como colaborador gráfico y administrador e innovaba sus técnicas artísticas en la xilografía. 
Para 16 de agosto de 1928, viaja a París en compañía de León Cano y Luis Benito Ramos (donde luego se separaron) para cursar en La Grande Chaumiere, La Colarosí y L'Academie Julien, donde decidió mejorar sus habilidades como pintor, lo cual le ayudó a superar prejuicios en sus conocimientos. 
Posteriormente se fue a estudiar a España hasta 1929 donde estudió en la Escuela San Fernando y en 1937 se casa con María Teresa Silvestre.

## Las bellas artes
Formó parte de la generación de la ruptura artística con las teorías del neocostumbrismo propugnadas por los maestros del Centro de Bellas Artes de Bogotá y participa en diversas exposiciones artísticas, siendo su primera participación en el I Salón de 1940. Posteriormente fue profesor de arte, anatomía artística y decorado y Secretario de la Facultad de Bellas Artes de la Universidad Nacional de Colombia.

## La historieta en Colombia
Trabajando luego en su segundo empleo con el periódico independiente Mundo al día, por su propia iniciativa y la de su jefe, Arturo Manrique, tomó un personaje de cómic de Daily News llamado Smitty de  Walter Berndt, creando su primera tira Mojicón, que se le caracterizaba por sus aventuras descomplicadas y que permaneció en la publicación hasta su cierre en 1930.
Posteriormente publicaría otras historietas que no tardaron en ser censuradas como Las Aventuras de Bambuco (década de 1940), Polín (de corta vida, 1948), publicadas en el periódico El Tiempo y luego Don Amancise, de carácter social aunque también satírico, y que fue publicado en un principio, en el semanario Sábado y luego en el periódico El Liberal hasta 1951. Después de ese año, no volvió a publicar ninguna obra.

## Su decadencia
Para 1953, participaría en una única ocasión en el I salón de Caricatura y hasta 1965 trabajó para otros diarios de circulación nacional y regional dibujando diversas caricaturas sobre la vida nacional. Posteriormente se limitó a la vida académica hasta 1977. Doce años después, es entrevistado por el programa de televisión La Fuerza de la Historia, en la cual aborda sobre los orígenes de la historieta colombiana.

## Obras
- Pintura: Paris, Notre Dame (1929), Campesina (1932), Barrio de Egipto (1938), Piedras del río Sasaima (1940).
- Caricatura: Caricatura del liberal militante (1940).